# .sy
.syは国別コードトップレベルドメイン（ccTLD）の一つで、シリアに割り当てられている。
.edu.sy, .gov.sy, .net.sy, .mil.sy, .com.sy, .org.sy, .news.syといった第二レベルドメインがある。